# Arrondissement Halle-Vilvoorde
Arrondissement Halle-Vilvoorde är ett arrondissement i Belgien.   Det ligger i provinsen Flamländska Brabant och regionen Flandern, i den centrala delen av landet, 15 kilometer sydväst om huvudstaden Bryssel.
Runt Arrondissement Halle-Vilvoorde är det i huvudsak tätbebyggt. Runt Arrondissement Halle-Vilvoorde är det ganska tätbefolkat, med 192 invånare per kvadratkilometer.

## Kommuner
Följande kommuner ingår i arrondissementet;

- Affligem
- Asse
- Beersel
- Bever
- Dilbeek
- Drogenbos
- Galmaarden
- Gooik
- Grimbergen
- Halle
- Herne
- Hoeilaart
- Kampenhout
- Kapelle-op-den-Bos
- Lennik
- Liedekerke
- Linkebeek
- Londerzeel
- Machelen
- Meise
- Merchtem
- Opwijk
- Overijse
- Pepingen
- Roosdaal
- Sint-Genesius-Rode
- Sint-Pieters-Leeuw
- Steenokkerzeel
- Ternat
- Tervuren
- Vilvoorde
- Wemmel
- Wezembeek-Oppem
- Zaventem
- Zemst